# Drapeau et armoiries du canton de Schwytz
Le drapeau et les armoiries schwytzoises sont des emblèmes officiels du canton de Schwytz et de la ville de Schwytz.

## Histoire
Le drapeau historique de Schwytz était entièrement rouge. Sa couleur rouge provient de la Bannière de Sang du Saint Empire romain germanique.

Bannière de Sang

Ce n'est qu'au XVIIe siècle que l'apparition de la croisette fut régulière. L'origine de cette croisette serait due à Rodolphe Ier de Habsbourg ayant autorisé les Schwytzois, après avoir combattu à ses côtés le comte palatin Othon IV de Bourgogne en 1289, de faire figurer sur leur bannière la «Sainte-Image» à savoir la crucifixion du Christ. Mais en 1315, à la bataille de Morgarten les archives ne font pas mention de la croisette sur le drapeau schwytzois. Vingt-quatre années plus tard, lors de la guerre de Laupen (1339), le drapeau des Schwytzois arbore la croisette. Aucune trace écrite sur l'ajout officiel de cette croisette n'a été conservée.
Jusqu'en 1650, aucune croisette n'apparaissait sur les armoiries. Elles étaient simplement et entièrement rouges. La première représentation des armoiries cantonales archivée date de 1729. La disposition de la croisette sur les armoiries a été très variable, tantôt placée à gauche, tantôt à droite et ce n'est que le 4 juillet 1815 lors de la création du Sceau fédéral, que les autorités cantonales disposèrent la croisette dans le canton senestre, donc à droite pour le spectateur. 
La forme de la croix fut également sujette à diverses interprétations et modifications si bien que le gouvernement cantonal a légiféré en la matière en date du 23 décembre 1963. Les bras de la croix sont égaux et doivent être trois fois plus longs que larges; la longueur des bras est égale au tiers du côté horizontal du drapeau ou de l'écu; le tiers de la longueur d'un bras donne la distance qui sépare la croix du bord du drapeau ou de l'écu.
Il faut rappeler que la plupart des cantons reçurent du pape Jules II des drapeaux en 1512. Tous avaient une représentation de la Passion du Christ dans le quartier supérieur gauche. Seul Schwytz a conservé aujourd'hui encore, cette marque de prestige octroyée par ce pape.

## Descriptions

### Description vexillologique
La description vexillologique du drapeau schwytzois est « Rouge avec une croisette blanche dans l'angle supérieur près de la hampe ». La croix doit toujours être proche de la hampe.

### Description héraldique
La description héraldique des armoiries schwytzoises est « De gueules à la croisette d'argent au canton senestre du chef ». Les armoiries ne sont donc pas identiques au drapeau puisque la croix est placée à l'opposé de son emplacement sur le drapeau.

## Autre représentation vexillologique et héraldique
Le drapeau est également décliné sous forme d'oriflamme, soit en queue-de-pie, soit en base plate. L'oriflamme des cantons reprenant le drapeau cantonal dans sa partie supérieure et la couleur cantonale dans la partie inférieure est appelée un drapeau « complet ».

Drapeau complet schwytzois.

## Utilisation et mention
Le drapeau et les armoiries ne sont pas identiques. Sur le drapeau, la croix se trouve dans la partie supérieure du premier quartier, près de la hampe, tandis que sur les armoiries, elle est à droite pour le spectateur, c’est-à-dire à la gauche héraldique.
Les armoiries se retrouvent sur les plaques d'immatriculation arrières de véhicules enregistrés dans le canton de Schwytz.

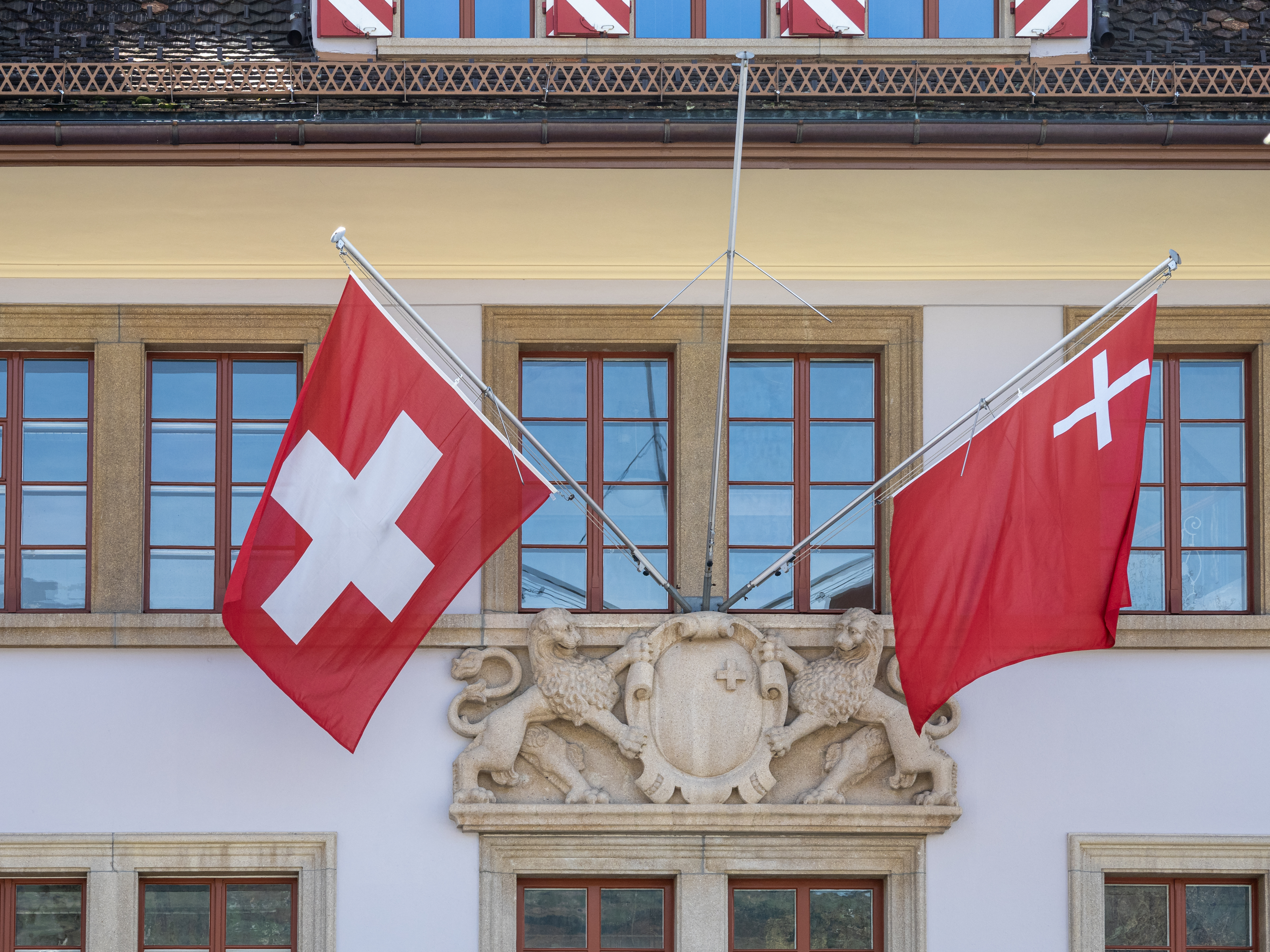
Les drapeaux suisse et schwytzois sur le bâtiment du Conseil d'État schwytzois.
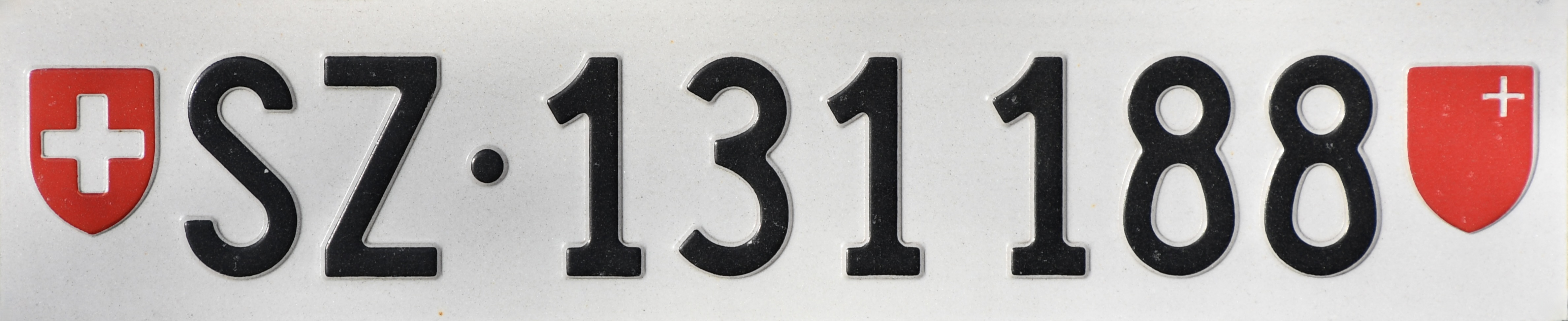
Plaque d’immatriculation arrière schwytzoise.